# Архиепархия Тугегарао
Архиепархия Тугегарао (лат. Archidioecesis Tuguegaraoana) — архиепархия Римско-Католической церкви с центром в городе Тугегарао, Филиппины. Архиепархия Тугегарао распространяет свою юрисдикцию на часть провинции Кагаян. В митрополию Тугегарао входят епархии Байомбонга и Илагана, а также Территориальная прелатура Батанеса. Кафедральным собором архиепархии Тугегарао является церковь святых апостолов Петра и Павла.

## История
10 апреля 1910 года Святой Престол учредил епархию Тугегарао, выделив её из епархии Новой Сеговии (сегодня — Архиепархия Новой Сеговии). В этот же день епархия Тугегарао вошла в митрополию Манилы.
30 ноября 1950 года епархия Тугегарао передала часть своей территории для возведения новой территориальной прелатуры Батанеса и островов Бабуян (сегодня — Территориальная прелатура Батанеса).
29 июня 1951 года епархия Тугегарао вошла в митрополию Новой Сеговии.
7 ноября 1966 года и 31 января 1970 года епархия Тугегарао передала часть своей территории для возведения новых территориальной прелатуры Байомбонга (сегодня — Епархия Байомбонга) и епархии Илагана.
21 сентября 1974 года Римский папа Павел VI выпустил буллу Maximopere optantibus, которой возвёл епархию Тугегарао в ранг архиепархии.

## Ординарии архиепархии
- епископ Maurice Patrick Foley (1.09.1910 — 6.09.1916), назначен епископом Харо
- епископ Santiago Caragnan Sancho (5.02.1917 — 22.04.1927), назначен епископом Новой Сеговии
- епископ Constace Jurgens (27.01.1928 — 6.05.1950)
- епископ Alejandro Olalia (6.05.1950 — 28.12.1953), назначен епископом Липы
- архиепископ Teodulfo Sabugal Domingo (29.04.1957 — 31.01.1986)
- архиепископ Diosdado Aenlle Talamayan (31.01.1986 — 15.06.2011)
- архиепископ Sergio Lasam Utleg (с 15 июня 2011 года)

## Источник
- Annuario Pontificio, Ватикан, 2007
- Булла Maximopere optantibus Архивная копия от 7 июня 2019 на Wayback Machine, AAS 66 (1974), стр. 593  (лат.)